# 街 〜運命の交差点〜
『街 〜運命の交差点〜』（まち うんめいのこうさてん）は、チュンソフトから発売されたアドベンチャーゲーム。
『弟切草』（1992年）、『かまいたちの夜』（1994年）に続く同社のサウンドノベルシリーズ第3弾である。シナリオの構想に5年もの歳月を費やしている。開発はチュンソフトが行い、製作は中村光一、原作・監修は長坂秀佳、総監督は麻野一哉、音楽は難波弘之、加藤恒太他数名が担当している。
キャッチコピーは「戻りたい過去はありますか?」。

## 概要
最初にリリースされたセガサターン版のタイトルは『サウンドノベル 街 -machi-』（サウンドノベル まち）。その後システムを一部変更して新要素を追加したPlayStation版『街 〜運命の交差点〜』が『かまいたちの夜 特別編』、『弟切草 蘇生篇』と同時期に「サウンドノベル・エボリューション」シリーズとして1999年1月28日（廉価版は2002年4月4日）に発売された。また、2005年にはドワンゴから携帯アプリ版も配信されている。
2006年4月27日には新たに2人分の秘蔵シナリオや、サウンドテスト機能が追加されたPlayStation Portable版『街 〜運命の交差点〜 特別篇』がセガとチュンソフトのコラボレーションで発売（廉価版のSEGA THE BESTは2007年8月30日発売）。2012年3月27日にはPlayStation Storeで、PSP版のダウンロード販売が開始された（PlayStation Vitaには配信当初は非対応だったが、現在は対応済み）。
PSP版は一部シナリオで暴力内容を含んでいるためCEROレイティングでUMDが「18才以上対象」、PS Store版は「CERO：D（17才以上対象）」指定になっている。
評価
第3回CESA大賞においてシナリオ部門賞を受賞した他、セガサターン版およびPlayStation版はゲーム誌『ファミ通』の「クロスレビュー」にてゴールド殿堂入りを獲得した。
売り上げ自体はミドルヒットの域を出なかったが、熱烈なファンが多数存在し、根強い人気を誇っている。発売から10年以上に渡り、ゲーム雑誌『週刊ファミ通』の「読者が選ぶTOP20」ランキングに、毎号入り続けていた（現在、同コーナーは終了）。
また同誌2006年3月17日号「週刊ファミ通 通巻900号記念企画 読者が選ぶ心のベストゲーム100」で5位にランクイン。2008年2月15日増刊号「週刊ファミ通 通巻1000号記念特集 読者が選ぶ未来に伝えたいゲーム大発表!」では38位。2017年6月22日号「週刊ファミ通 ゲームジャンル別総選挙 第5回 アドベンチャーゲーム総選挙」では5位にランクインした。
ねとらぼ調査隊の「『セガサターン』の名作ソフトTOP25！」では第５位に選ばれた。Game*Sparkの「これが俺らのガチ投票！突発企画『ハードコアゲーマー総選挙』結果発表！」では第65位に選ばれた。

## ゲーム内容
渋谷の街を舞台に、8人の主人公とそれを取り巻く登場人物たちの複雑に絡み合った物語を描く群像劇である。基本的にそれぞれの主人公に面識はないが、ある主人公が何気なく行った行為が原因で、別の主人公がバッドエンドに陥るなど重大な影響を及ぼす場合がある。それを回避するためには、各主人公の関連性を読み解きながら、ザッピングで主人公を切り替えて正しい選択肢を選びシナリオを読み進めていく必要がある。そして、主人公8人をハッピーエンドに導くことがゲームの目的である。
本作は実写を使用した作品であり、登場人物には俳優を起用している。発売当時は無名だった伊藤さおり（北陽）や窪塚洋介（当時の芸名・ヨースケ）、声優の谷山紀章、雪乃五月なども出演。登場人物の数は400人、使用した静止画の枚数は6000～7000枚にもおよぶ。

### マルチフラグメント
ある主人公が選択した行動が、他の主人公に影響を及ぼすシステム。各主人公は互いに面識はないが、彼らは同じ渋谷という街の中で、同じ時間帯を共有している。ある行動や事象（フラグメント）にプレイヤーがどう対応するかによっては、他の主人公に偶然居合わせたり、影響を与えることがある。
例えば、主人公Aのシナリオで2つの選択肢がある場合、選んだ選択肢が自分自身だけでなく主人公Cのシナリオに影響を与えたり、それを受けた主人公Cの行動が主人公Bをバッドエンドに導いたりすることがある。バッドエンドになった主人公Bのシナリオは、その原因となった主人公Aの行動を変えることで軌道修正され、読み進めることができるようになる。

### TIP
文章中に色の違う文字列が現れるが、これが「TIP（ティップ）」である。ボタンを押してそのTIPを選択することで別ページが開き、その語句の説明・解説が脚注形式で行われる。緑色（選択後は深緑）のTIPがこのゲームの登場人物に関する解説で、水色（選択後は青）は物や場所、一般に使用されている熟語・語句・事象の説明である。
このシステムにより、本文中に余計な文章を織り込む必要がなくなると同時に、一般生活では用いられない難しい語句説明をその場で受けられるようになった。それだけでなく、主人公のシナリオに大きく絡まない登場人物や事象の細かい説明を、シナリオのテンポを崩すことなく付加している。

### ZAP
ある主人公のシナリオから、別の主人公のシナリオの特定の時間へ飛ぶ機能を「ZAP（ザップ）」と呼ぶ。そして、これを行うことをザッピング（主人公の交替）という。ZAPはTIPと同様に緑色の文字列で示されており、直接主人公同士が遭遇した際にその人物名がZAPになっている以外にも、特に関係のなさそうなTIPの解説中にお互いの状況の共通点を示すなどして仕組まれることがある。
シナリオを読み進めていると、画面に「つづく」と表示され、シナリオがそれ以上読み進められなくなってしまうことがある。この場合、別の主人公のシナリオを読み進め、そこで発見した「つづく」状態になっている主人公のZAPからザッピングすることで「つづく」が解除され、次のシナリオを読み進めることができる。

## ストーリー
本編のストーリーは10月11日から15日までの5日間で構成されており、1日のシナリオを最後まで読み進めると「○日目へつづく」と表示される。主人公8人の同日のシナリオを全て読み終えれば、翌日のシナリオへ進めるようになっている。

### メインシナリオ
「オタク刑事走る！」
脚本：長坂秀佳、平松正樹
渋谷中央署の刑事である雨宮桂馬は、渋谷のオーロラビジョンに映る謎の文章を見て爆破予告だと断定する。次々と爆破予告をする犯人を探し、桂馬は5日間渋谷を走り回ることになる。
「The wrong man 牛」
脚本：山崎修
ヤクザから足を洗った牛尾政美は、宝石店の店員高峰綾にプロポーズをするため宝石店に足を運ぶ。しかし、その宝石店で元舎弟の孤島三次が宝石強盗を働き、偶然居合わせた牛尾は共犯者と間違われてしまう。しかも逃走した先では自分と瓜二つの容貌の役者の馬部甚太郎に間違えられ、一時しのぎのため芝居をする羽目になる。
「The wrong man 馬」
脚本：山崎修
馬部甚太郎は売れない役者である。テレビドラマで初めて大役が舞い込んでくるが、今まで演じたことのない役柄であったことから、うまく演じられず自信をなくしていた。そんな時逃走中の宝石強盗犯、孤島三次に自分と瓜二つの容貌であった牛尾政美と間違えられたため、馬部は仕方なしにヤクザの世界に足を踏み入れることになる。もし元ヤクザの牛尾を演じ切れず、NGを出したら命は無い。三流役者馬部の人生最悪の3日間が始まる。
「七曜会」
脚本：長坂秀佳、岩片烈
篠田正志は平凡な大学4年生である。父親の勤める大手家電メーカーにコネで就職が決まり喜んでいたが、ある日「日曜日」と名乗る謎の女性が内定取消になるような事実をつきつけて脅迫してくる。脅迫に屈した正志は、七曜会メンバー「金曜日」となり、日曜日の命令通り他人を脅迫をしていく。そのうちに、次第にその面白さに目覚めていく。
「シュレディンガーの手」
脚本：長坂秀佳、横山至
市川文靖はテレビドラマのプロットライターとして成功しているが、その作品は低俗極まりない上に自分が寝ている間に「誰か」が書き起こした身に覚えの無いものであった。市川は自分の作家としての良心を守るため、テレビ業界に一石を投じるため、最高傑作を書こうと作品に取り掛かる。
「で・き・ちゃっ・た」
脚本：山崎修
緑山学院高校の3年生である飛沢陽平は学校一の人気者で、とにかく女の子と遊ぶのが大好き。しかしある日、呼び出された女性から「陽平の子供を妊娠した」と衝撃の事実を告げられる。さらにその直後、陽平の子供を出産したという女性も現れ、今までのプレイボーイ生活のツケに翻弄されていく。
「迷える外人部隊」
脚本：長坂秀佳、横山至
フランス外人部隊に身を置く高峰隆士は3年ぶりに故郷、日本へと戻ってくる。しかし戦場での出来事がフラッシュバックし悩む。久しぶりの日本にいても湧き上がる思いは苛立ちばかり。自分の存在意義を見出すために渋谷を徘徊する。
「やせるおもい」
脚本：岩片烈
細井美子は何よりも食べるのが大好きな女の子。恋人の高田洋一と一緒にケーキ屋に行くが、洋一は食欲旺盛な美子を見て、しびれを切らし、5日間の間に17キロ痩せなければ別れると言い出す。美子は愛する洋一のためにと、無茶なダイエットを開始する。

### 隠しシナリオ
※以下のシナリオは、ある条件を満たすとプレイすることが可能になる。PS版ではNORMAL以上から遊ぶことができる。共に選択肢は存在しないが、他主人公の選択によりバッドエンドを迎えることがある。
「青ムシ抄」
脚本：平松正樹
飛沢陽平と同じ緑山学院高校に通うオタク高校生・青井則生の物語。このシナリオのみ唯一実写ではなく、デフォルメされたアニメ絵となっている。
「花火」
脚本：長坂秀佳
「迷える外人部隊」の主人公、高峰隆士の父親、高峰厚士の物語。花火が大好きだった息子のためにあることを実行する。

### PSP版の追加シナリオ
※以下は、PSP版のみプレイできるシナリオ。なお、TIPやZAPは存在しない。
「パトリック・ダンディ」
自称米軍大佐のパトリック・ダンディはハチ公前で待ちぼうけを食っていた高校教師の小糸亜弓に声をかける。胡散臭い言動のダンディに、はじめは相手にしていなかった亜弓だが、熱心な行動の前にだんだんと心をひかれてゆく。しかしダンディにはある思惑があった。
ドラマCD『第Qの男 〜QはquestionのQ〜』のストーリーを元にしているが、内容や設定は若干異なる。
「サギ山」
サギ山勇は脚本家志望である。が、現場を見ておきたいという思いから制作会社に飛び込み助監督として採用される。しかし現場の知識は全く無いままテレビドラマの現場に配属されたために、ミスを連発してしまいクマ野に散々どやされる羽目になる。「こんなはずじゃない」と理想と現実のギャップに撮影一日目にして辞めようとする。

### 『「街」公式ガイド ZAP'S』のシナリオ
「雲烟過眼」
脚本：長坂秀佳
『「街」公式ガイド ZAP'S』に掲載されたシナリオ。主人公は海塚正治郎。

## 登場人物

### 主人公

#### 本編の主人公
雨宮 桂馬（あめみや けいま）
演 - あらい正和
「オタク刑事走る！」の主人公。渋谷中央署生活安全課少年係の刑事。25歳。ゲームが大好きで「ゲーマー」を自称しているが、まわりからは「オタク」と言われ憤慨している。正義感が強いが思い込みが激しい性格で、周囲の忠告も聞かずに突っ走ることも多い。また、会話に古い文法表現を使う癖がある。
勤務中にもかかわらずゲームセンターで遊ぶなど、署では問題児として扱われており、彼の理解者は少ない。
雪印のコーヒー牛乳が大好物。趣味はパソコン・ゲーム等のデジタル関係。特技はヨーヨー。身長172センチメートル。血液型はO型。10月4日生まれの天秤座。
牛尾 政美（うしお まさみ）
演 - 松田勝
「The wrong man 牛」の主人公。元ヤクザ。36歳。半年前にヤクザから足を洗ったあと、宝石店に勤める高峰綾に好意を抱きプロポーズを決意。体格に恵まれた強面で、武闘派として代貸（組のNo.2）に上り詰めたこともあってケンカは強い。ヤクザからも「暴れ牛」と呼ばれ恐れられていた。
口下手であり、独特な言い回しで相手に「意味がわからない」と思わせることもしばしばある。右頬に縦に走った大きな傷、背中には牛頭天王の刺青がある。
ひょんなことから自分とそっくりな役者の馬部甚太郎と入れ替わることになり、ヤクザの組長を演じる羽目になる。芸能関係には疎く、業界用語は全く解らずセリフ覚えも苦手だが、元ヤクザだっただけに演技に関しては監督のカバ沢からも「雰囲気は出ている」と称された。
趣味は酒、特技はケンカ。身長186センチメートル。血液型はB型。牡牛座。牛尾の母親と馬部の母親は一卵性双生児という設定がある。
馬部 甚太郎（うまべ じんたろう）
演 - 松田勝
「The wrong man 馬」の主人公。役者。36歳。キャリアは長いが、全くの無名。これまで画面に出たらすぐ殺されるような端役ばかりだったが、初めて大役を任された。しかし緊張から仕事ははかどっておらず、失敗をしてはスタッフに冷たくされるなど立場は悪い。やられ役が多かっただけに倒れる演技は上手く、多少のスタントも自分でこなせる。しかし小さな池程度でも中に入るのを嫌がる極度のカナヅチであり、水の中に入る仕事は全て断っており、このことがキャリアの低迷にも響いている。
顔と体格だけは牛尾政美に似ているが、性格は正反対で、気が優しく小心者。牛尾と同じ身体的特徴の右頬の傷は、役のためのメイク。ひょんなことから自分とそっくりな元ヤクザの牛尾政美と間違われてしまい、ヤクザ絡みの騒動に巻き込まれる羽目になる。
大の甘党で、酒やタバコは駄目。趣味は甘いものの食べ歩き。特技は映画スターのものまね。身長185センチメートル。血液型はA型。射手座。
篠田 正志（しのだ まさし）
演 - 草野康太
「七曜会」の主人公。緑山学院大学4年生。21歳。父親が大手家電メーカー「ヨツビシ」に勤める中流家庭の一人息子。友人付き合いは少なく、女性とも深い付き合いをしたことがない。周囲に翻弄されることもあるが基本的には竹を割った性格で、落ち込まない。
いたって平凡な大学生活を送り、父親のコネで同じ会社に就職の内定が決まっていたが、過去に自分が学生運動に参加していたことをネタに脅迫され、脅迫組織「七曜会」の構成メンバー「金曜日」となった。
趣味はパチンコ、散歩。身長177センチメートル。血液型はAB型。蠍座。
市川 文靖（いちかわ ふみやす）
演 - ダンカン
「シュレディンガーの手」の主人公。プロットライター。38歳。作家的良心として「中島哲雄（なかしま てつお）」のペンネームで活動しており、よほどの自信作でなければ、本名は使わない。28歳の時、文学新人賞を受賞したことをきっかけに作家として生計をたてることになる。数年前に手がけたテレビドラマが大ヒットしたことにより業界で一躍有名になり、様々なドラマのプロットを執筆しながら現在に至る。
本心では文学性の高い作品が書きたいにもかかわらず、低俗なドラマが氾濫する現実や、そのほとんどに自分が関わっていることに嫌気が差している。また、自分では全く書いた覚えのない物が自分の作品として提出されていることに気味の悪さを感じている。
ストレスによるノイローゼに悩まされており、現実逃避から睡眠薬を頻繁に服用し、それに価値を見出だすほどのストイックな考えを持っている。また、アルコール（バーボンのストレートを好んでおり劇中では「傑作」が書き上がった時に大量に飲んでいる）、カフェインの錠剤も併用。
自宅は別にあるが、渋谷にある南部ホテルで生活。掃除などは全てホテル側がやってくれることもあり、家にはほとんど帰らない。
趣味は映画鑑賞（最近はほとんど仕事の参考用）。特技は絵を描くこと。身長176センチメートル。血液型はAB型。山羊座。
飛沢 陽平（とびさわ ようへい）
演 - 仲田健一
「で・き・ちゃっ・た」の主人公。緑山学院高校3年生。18歳。容姿端麗でバスケットボール部で活躍したスポーツマンかつ成績優秀な元生徒会長。自他ともに認める人気者で男女や教師からの信頼も厚く、常に複数の女の子と遊び歩いている。愛想が良く口も上手いため、相手を信用させる嘘をつくことに長けている。
大手通販会社社長の一人娘である秋葉美奈子と付き合う一方で、一夜の過ちで倉科亜美を妊娠させ、さらに元彼女の片瀬ユキとの間にすでに息子がいることも発覚し、奇妙な四角関係に悩まされていく。
趣味は女の子と話すこと。特技は女の子と仲良くなること。身長182センチメートル。血液型はO型。双子座。
高峰 隆士（たかみね りゅうじ）
演 - 増田雄一
「迷える外人部隊」の主人公。フランス外人部隊所属。25歳。子供の頃のいじめをきっかけにさまざまな挌闘技を習得していった。成長するにつれ自分の人生に疑問を持つようになり、3年前に日本を離れフランス外人部隊に入隊する。しかし厳しい訓練や戦いに明け暮れるうち、赤子や娼婦を殺害するなど己の中に血を好む残虐な一面があることに気づき、脱走同然で日本に戻ってきた。
戦闘ではナイフを持った相手と戦うのを得意としており、敵のナイフを手首ごと押さえ、その刃先で相手の喉笛をかっ切るのが一番の得意技であると自負している。
趣味は読書。特技はテナーサックスの演奏。身長183センチメートル。血液型はA型。10月15日生まれの天秤座。
細井 美子（ほそい よしこ）
演 - 伊藤さおり
「やせるおもい」の主人公。 20歳。フリーター。食欲旺盛の太った体型で、そのことを恋人の洋一にハッキリと指摘されたことから、彼に捨てられたくない一心で5日間で17kgの減量という無茶なダイエットを始める。楽観的で明るい性格だが一度落ち込むと極端に塞ぎ混んだり、有頂天になりすぎて周りが見えなくなる一面がある。美味しいものを食べると、悦に入った顔で両目の焦点が眉間に寄る癖がある。
趣味および特技は大食い。身長158センチメートル。体重64kg。血液型はB型。獅子座。

#### 本編以外の主人公
青井 則生（あおい のりお）
演 - 武沢物語
「青ムシ抄」の主人公。通称・青ムシ。18歳。緑山学院高校の3年生で成績は優秀。陽平とはクラスも同じ。いつもデジタルカメラを持ち歩いてよからぬことに使っており、他人の弱みを握っては周囲に告げ口するため、皆から嫌われている。
「砂夢猫（シャムネコ）」というペンネームで成人漫画雑誌「ドエロH2」に連載を持つプロの漫画家であり、人気や画力は同誌の中でもトップだという。原稿料や同人誌の売り上げで都内のワンルームマンションに一人暮らしをしている。
趣味はコミック、美少女フィギュア集めと、他人の秘密を暴くこと。身長166センチメートル。血液型はA型。9月9日生まれの乙女座。
本編では正志に脅されたり、陽平の秘密を握ったりする。また、黒川と共に公園でホームレス狩り（PS、PSP版はカップル狩り）を行ったが、ちょうど公園に高峰が居て阻止される。再び黒川と共に、高峰に復讐するが、再び失敗する。そんな中、その事件が出版業界に知り渡り、青ムシは干されてしまう。タクシーに乗ると、青井は偶然拳銃を手にする。その時、陽平を見つけるが、陽平の秘密は秘密ではなくなり、友達でもなくなる。あらゆることで、自暴自棄になった青井は道路で高峰を見つける。そうして持っていた拳銃で、高峰に発砲してしまう（この時モデルガンと思っていて殺意は無かった）。
高峰 厚士（たかみね あつし）
演 - 塩山義高
「花火」の主人公。高峰隆士の父。56歳。家電メーカー「ヨツビシ」の重役。非常に不器用な性格のため気持ちを素直に伝えられず、厳格を装うことでごまかしている。しかしそれに耐え切れなかった息子・隆士は家を出てしまった。
パトリック・ダンディ
演 - 浮部文雄
「パトリック・ダンディ」の主人公。米軍大佐で宇宙飛行士と自称しているが、見た目から言動まで非常に胡散臭い男。自称48歳。イギリス王室とロシア・ロマノフ王朝の血を引く貴族で、とある事情でCIAに追われているとも語っている。
本名：神尾智彦。正志の父親の昔の友人であり、元々は革命を志す真面目な青年だったが、挫折して全く違う人生を送っている。日曜日が言うには、8年も留年した後、別の大学を受け直して、活動家としての道を歩んだという。また、息子がいたが、雇用調査で自身の学生運動が判明したことにより、内定を取り消され、自殺した。
サギ山 勇（サギやま いさむ）
演 - ヨースケ
「サギ山」の主人公。脚本家志望。23歳。大学を卒業し現場を知るためにと助監督になるものの、独特的な現場の雰囲気に馴染めず、あまりに厳しい仕事のため一日目にして辞めたがっている。最近、深町結衣という女子高生にアタックしている。
サギ山のモデルは脚本を担当した山﨑であり、過去に助監督を経験したことがあるため、ヤマザキの名前を捩ってサギ山となった。
海塚 正治郎（かいづか しょうじろう）
演 - 大矢達
「雲烟過眼」の主人公。通称・ワニ治郎。79歳。何度か大臣を務めたこともある元大物代議士。しかし、それは過去の栄光であり、政界を引退してからは訪ねてくる人もなく、息子たちとも絶縁状態が続き、孤独な生活を送っている。会話に四文字熟語を多用する癖がある。
代議士時代に18回もの収賄容疑を受けるも、全て他人の責任にして逃げ切ったため「黒子代理の名人」「トカゲのシッポ切り」などと称され、そこから転じて「クロコダイルのワニ治郎」のあだ名がついた。
大学に行っておらず、それが元で学歴コンプレックスになっている。
高峯編に出てきたホームレスの伍長と同一人物である。

### その他の主な登場人物
本作では様々な人物が登場し、複数のシナリオにまたがって登場する人物も多い。そのような人物は一番出番が多い、あるいは重要な役割を果たした主人公のシナリオに分類する。

#### オタク刑事走る！
麻生 しおり（あそう しおり）
演 - 雪乃五月
桂馬の先輩刑事。26歳。桂馬の数少ない理解者であり、暴走しやすい彼のフォローを務める。桂馬が想いを寄せている相手でもある。
大学2年の時に両親を殺人事件で亡くした過去があるが、本人はそのことは多くは語らない。
沼田 岳義（ぬまた たけよし）
演 - 金井大
通称・ヌマさん。62歳。ベテランの老警官で桂馬の理解者の一人。かつては鬼刑事だったが、現在は渋谷中央署の資料室に回されており、主任として桂馬に的確なアドバイスをする。
権田 玄三（ごんだ げんぞう）
演 - 那須正成
通称・ゴロイチ（柔道五段、剣道六段、知能指数1と桂馬の皮肉）。桂馬の先輩刑事だが、体育会系のためオタクの桂馬とは馬が合わない。新米刑事時代には出場した剣道大会で、気に入らない先輩刑事を滅多打ちにしたうえ、一本背負いで床に叩き付けて大怪我を負わせたことがある。
かなりの酒好き（特にテキーラ）で甘いものにも目がない。また、腹話術が得意。
土屋 利男（つちや としお）
演 - 木村季果
通称・ガイ。緑山学院高校の3年生。桂馬のパソコン通信を通しての友人で心を開いている。不良というわけではないが、頻繁に学校をサボってはゲームセンターに入り浸っている。桂馬とは何度も補導されているうちにゲームの話題で盛り上がり親しくなった。ジェロニモに関することを桂馬に教える。
ジェロニモ
演 - 谷山紀章
不気味な雰囲気をかもし出している死神のような男。「シャチテの悪魔」を名乗る凄腕のゲーマーで、目を付けた相手にネットを介したすさまじい嫌がらせをすることから、他のゲーマーの間でも恐れられている。
本名は高松野平（たかまつ のへい）。
都倉 純一（とくら じゅんいち）
演 - 中村光一
渋谷中央署の署長。33歳。東京大学を卒業後にハーバード大学に留学し、最先端の近代捜査を学んだエリート。神代恭介とは東大の先輩後輩の仲で、次期幹部の呼び声も高い。
神代 恭介（かみしろ きょうすけ）
演 - 長坂秀佳
警視庁警視総監。警視庁特命捜査課長、後に創設された特命捜査部長を歴任し、英語が堪能かつヘリコプター操縦のライセンスも持つ文武両道。
テレビドラマ『特捜最前線』の登場人物と同姓同名同経歴だが、関連は不明。

#### The wrong man 牛
カバ沢 猛（カバさわ たけし）
演 - 楠見尚己
馬部の出演ドラマ「独走最善戦」のディレクター。本人は「監督」を自称している。38歳。テレビ業界では古参で、世渡りが上手く押しが強い性格。「カバ沢語」と呼ばれる彼の独特の言葉は、擬音ばかりで訳が分からないが、勢いはあるので現場は活気付く。
後にテレビ太陽のプロデューサーになる。
クマ野 健太（クマの けんた）
演 - 久保田篤
カバ沢組のチーフAD兼カバ沢の通訳係。実質的に現場を取り仕切っており、サギ山の教育係も担当している。役者やスタッフに無茶をさせることがあるなど、仕事には厳しい性格。相手がミスをすれば辛辣な発言を浴びせることもある一方、面倒見の良さも持ち合わせており、恐れられながらも慕われている。サギ山に関しても、文句を言いつつ目をかけている。
椎名 みちる（しいな みちる）
演 - 和泉ちぬ
アイドル出身の中堅女優。38歳。決して主役を演じることはないが脇役として欠かせない。馬部の恋人でもあり、結婚を真剣に考えている。献身的な性格で馬部を常に案じており、新人スタッフのサギ山にも物腰柔らかく接している。しかし、決して馬部を甘やかすことはせず、あえて厳しい発言を浴びせ突き放すこともある。
デューク浜地（デューク はまじ）
演 - 団時朗
「独走最善戦」の主演俳優。人気抜群のスターではあるもの性格は傲慢かつ小心者。キザで大げさな演技がトレードマーク。自分のことが書かれてる記事はすべてチェックし、少しでも悪く書かれていれば取材拒否する。つい最近まで小糸亜弓に手を出していた。
本名は大根信太（おおね しんた）だが非公表。実年齢は40歳だが詐称している。
エビ原 マリ子（エビはら マリこ）
演 - 篠崎はるく
カバ沢組の小道具担当。37歳。仕事のために結婚もせずに自分を犠牲にしてまで頑張っているらしい。
高峰 綾（たかみね あや）
演 - 菊地則江
牛尾が惚れている相手。27歳。高峰厚士の娘で隆士の姉。道玄坂の宝石店ボー・ダボーで働いているジュエリーコーディネーター。綾が目的で店を訪ねてくる男性客も多い。数年前に、父親と仲の悪い弟が喧嘩して家出してしまい、帰ってこないので心を傷めている。
柿沼
宝石店ボー・ダボーの店長。47歳。かなりの商売上手で、客に対しては常に笑顔を絶やさない腰が低い態度で接している。
鯨井（くじらい）
演 - 剛たつひと
渋谷中央署の刑事。いかにも叩き上げという感じだが実は京大卒のエリート。桂馬も認めるほど優秀な刑事で面倒見も良い好人物。椎名みちるの大ファンでミーハーな面もあり、逮捕した俳優にこっそりサインを頼んで免職になりかけたこともある。
「独走最善戦」の撮影現場に何度も顔を出す。宝石強盗事件の解決後は渋谷爆破予告事件の捜査にも関わり桂馬のサポートをする。

#### The wrong man 馬
狐島 三次（こじま さんじ）
演 - 鶴見亨司
通称・キツネの三次。25歳。元は白峰組組員で牛尾の舎弟。昔気質の性格の白峰とは馬が合わず組をやめ、現在はどこにも所属していない。逃げ足が速く狡猾に立ち回る性格のうえ、一旦キレると見境がなくなるため、牛尾も手を焼いていた。
牛尾の想い人、高峰綾の働いている宝石店で宝石強盗を起こし、牛尾を事件に巻き込む。
白峰 忠道（しらみね ただみち）
演 - 竜雷太
関東一円を取り仕切る大暴力団、白峰組の組長。古いタイプの生一本な性格で、組の看板に泥を塗った三次と牛尾を狙う。牛尾のことは高く買っており、るい子と結婚させて跡継ぎにさせるつもりだった。牛尾、陽平、馬部、正志のシナリオを股にかけ、出番が多い。
白峰 るい子（しらみね るいこ）
演 - 佐藤亜里香
白峰忠道の一人娘。23歳。牛尾に想いを寄せている。性格は情熱的。政略結婚を持ち掛けてきた山吹のことは露骨に毛嫌いしている。
山吹 京一郎（やまぶき きょういちろう）
演 - 神威杏次
一流私大出のいわゆるインテリヤクザ。足抜けした牛尾に代わり白峰組の代貸に就任した。狡猾な野心家で、白峰の一人娘のるい子と婚約することにより自分の地位を万全なものにしようと企んでいる。
柏木 巌（かしわぎ いわお）
演 - 井上博一
白峰組幹部の老年男。62歳。組員としては最古参であり、白峰の信頼も厚く組の様々な行事を取り仕切る。
大松 正吉（だいまつ まさよし）
演 - NARUKO
白峰組のヤクザ。今でも牛尾を慕っている元舎弟。そのため現在では肩身が狭い。三次とは同年代で高校時代から面識があった。
白峰から手入れをするようにと渡されていた拳銃を三次に盗られた責任を問われ、小指を落とす羽目になる。

#### 七曜会
日曜日
演 - 久野真紀子
正志を脅迫して、七曜会に勧誘した謎の美女。七曜会のリーダー格。
月曜日
演 - 諏訪太朗
七曜会のメンバー。痩せ細った体型の中年男。時代遅れなヒッピー風の恰好で、詩人を自称している。
街を歩いているときに偶然ぶつかった細井美子に一目惚れする。
火曜日
演 - 鈴木覚
七曜会のメンバー。こわもて風の小太りな中年男。暴力的でハリセンで正志をどつくこともあるが根はいい人。
水曜日
演 - 留美
七曜会のメンバー。セーラー服の女子高生。正志が密かに想いを寄せる。小学校時代に憧れていた担任教師からもらったホイッスルを常に持ち歩いており、事あるごとに吹き鳴らす。
木曜日
演 - 小木曽玲一
七曜会のメンバー。130歳を自称する和装の老人。人身掌握に長け、時折思慮深いことを言い、正志を感心させては丸め込んでいる。
ステッキのコレクションが趣味。
土曜日
演 - 森川涼
七曜会のメンバー。スーツ姿のオカマ。明るい楽天家で、外見は華奢な美青年だが合気道有段者でもある。
ダンスの達人で、舞踊に関することなら一通りこなす。
瀬山 高広（せやま たかひろ）
演 - 千葉慎也
正志とたびたびパチンコで勝負する2浪中の予備校生。20歳。浅見ほのかという女性に想いを寄せており、その背景には複雑な事情があるが、それを知らない正志から見ればただのパチンコ男でしかない。
尾形 敬治（おがた けいじ）
演 - 津村和幸
警察官の恰好をして街をうろつく変人。警察官に憧れるだけの一般人であり、半年間警備員として働いて貯金をし、残りの半年を制服警官か刑事の真似事をして過ごしている。
妙な方言を使うが生まれは東京の成城で、東大を首席で卒業しており、特技がバイオリンというお坊ちゃん。さらには絡んできた高峰隆士を無傷であしらうなど路上での立回りにも長けている。
市川文靖に「シュレディンガーの猫」を語って聞かせた同級生と同じ苗字だが、同一人物かは不明。

#### シュレディンガーの手
末永 晶子（すえなが しょうこ）
演 - 黒木真由美
市川の恋人。27歳。前衛芸術に傾倒し、ヴィーナスを題材にした彫刻作品を作り続けている。業界の第一人者として活躍しており、近々スペインに渡る予定。
市川とは大学時代からの付き合い。高校時代は高峰隆士と交際していた。
木嵐 袋郎（こがらし ふくろう）
演 - 野口雅弘
テレビ太陽のプロデューサー。42歳。市川とは業界に入って以来の付き合い。見た目は典型的な業界屋タイプの男で、「えっへっへっへ」と軽率な笑いを浮かべる。しかし実は理想に燃える元文学青年であり、低俗なドラマが氾濫するテレビ界の現状に心を痛めており、市川に優れた作品を生み出して欲しいと願っている。ヒットしそうなネタなら何にでも飛び付き、何か新しいアイデアが思いつくと「これだっ!」と叫んで指を鳴らすクセがある。

#### で・き・ちゃっ・た
倉科 亜美（くらしな あみ）
演 - 栗林知美
陽平が一夜だけ過ごした女の子。20歳。一見地味目で大人しそうな印象だが、衝動的な行動を取ることがある。バナナが苦手でトマトはもっと苦手。職場はフラワーショップ。
秋葉 美奈子（あきば みなこ）
演 - 関幸代
陽平の現在の彼女。18歳。渋谷聖女学館2年生で、大手通販会社オータムリーフの社長令嬢。陽平とは同い年だが、なぜか学年は一つ下。お嬢様らしく世間離れしたところがあるが、時に気丈な一面も見せる。
片瀬 ユキ（かたせ ユキ）
演 - 雨宮朋絵
陽平の元彼女。19歳。しばらく長野の実家に戻っていたが、久しぶりに東京に出てきた。明るく常に元気一杯な性格。他校のバスケットボール部のマネージャーだったが、対外試合で陽平と出会い付き合うようになった。
1年前に学校を自主退学し姿を消していたが、陽平の子供の優作を出産しており、突然陽平の前に戻ってくる。
秋葉 雄三（あきば ゆうぞう）
演 - 並樹史朗
秋葉美奈子の父親であり、大手通販会社オータムリーフの社長。45歳。白峰は妻の兄にあたる。陽平を気に入り、美奈子と結婚して跡を継いでもらおうと考えている。複数の愛人がおり、高峰綾も狙っていた。

#### 迷える外人部隊
井端 和孝（いばた かずたか）
演 - 大滝昇
隆士の数少ない親友。25歳。人当たりがよく人望も厚い好人物。高校を出て現在では実家の工務店で働いている。隆士と共に空手を習っていたため、絡んできたヤクザを一蹴するほど強い。
伍長
演 - 大矢達
「もあい」が口癖の老人。代々木公園でホームレスをしている。かつては南京攻略に従軍していた。
「七曜会」「雲烟過眼」に登場する海塚正治郎と同一人物。

#### やせるおもい
秋山 薫（あきやま かおる）
演 - 谷口あゆみ
美子のバイト先の後輩。世話好きで優しく明るい性格で、急にダイエットをはじめた美子の身体を気遣う。
喫煙者でないのに、本人も気づかない内に煙草を持っているが、それを特に気に留める様子が無いなど、時折不審な行動を見せる。
高田 洋一（たかだ よういち）
演 - 不破達也
美子の彼氏。20歳。K.O大学ボクシング部所属。美子とは高校時代からの交際していた。当初は美子をポッチャリとして可愛いと思っていたが、全く容姿を気にせず太り続ける美子に業を煮やし、5日間で17kg痩せるよう無茶なダイエットを命じる。

### 隠しシナリオ

#### 青ムシ抄
白田 琢朗（しろた たくろう）
演 - 松山幸次
通称・白ブタ。4月1日生まれの18歳。緑山学院高校の生徒。ハンバーガーが好物の巨漢。青井と同じエロ漫画家で、ライバル同士である。ペンネームは「ムンギー」。
エンペラー黒川（エンペラー くろかわ）
演 - 豊嶋稔
エゲレス書院が発行している出版コードギリギリの成人漫画雑誌「ドエロH2」の副編集長。29歳。性格は自己中心的で最悪。青ムシと白ブタを家来のようにこき使う。カップル狩りを行うなど倫理観がおかしい一方で、青ムシに読者のニーズに合わせて内容を変更するようアドバイスするなど編集者としての能力はある模様。本名：黒川イタチ。

#### 花火
高峰 霞（たかみね かすみ）
演 - 山崎瀬奈津
高峰厚士の妻。48歳。仲の悪い夫と息子の関係に心を傷めている。

### PSP版の追加シナリオ

#### パトリック・ダンディ
小糸 亜弓（こいと あゆみ）
演 - 平松晶子
緑山学院高校の体育教師。29歳。よく恋に落ちるが、交際しても長続きしない。ダンディと出会う前はデューク浜地と交際していた。

#### サギ山
深町 結衣（ふかまち ゆい）
演 - 留美
サギ山が現在アタックをかけている女子高生。七曜会の水曜日と同一人物。

### 『「街」公式ガイド ZAP'S』のシナリオ

#### 雲烟過眼
松島 キヌ（まつしま キヌ）
アパート宝荘の大家である老貴婦人。代々木公園で海塚と出会う。

## 主題歌
オープニングテーマ「夜明けのうた」
作詞・作曲・歌 - 鈴木結女、編曲 - 難波弘之
細井美子のシナリオの途中で、鈴木結女本人が登場するプロモーションビデオを見ることができる（ここで流れる「夜明けのうた」はショートバージョンとなっている）。
エンディングテーマ「One and Only」
作詞・歌 - 鈴木結女、作曲・編曲 - 難波弘之

## 移植版
| No | タイトル                                                           | 発売日         | 対応機種                | 開発元       | 発売元                 | メディア                          | 型式           | 売上本数 | 備考             |
| -- | ------------------------------------------------------------------ | -------------- | ----------------------- | ------------ | ---------------------- | --------------------------------- | -------------- | -------- | ---------------- |
| 1  | サウンドノベル・エボリューション3 街 〜運命の交差点〜              | 1999年1月28日  | PlayStation             | チュンソフト | チュンソフト           | CD-ROM2枚組                       | SLPS-01845〜6  | -        | -                |
| 2  | サウンドノベル・エボリューション3 街 〜運命の交差点〜 PS one Books | 2002年4月4日   | PlayStation             | チュンソフト | チュンソフト           | CD-ROM2枚組                       | SLPS-91489〜90 | -        | 廉価版           |
| 3  | 街                                                                 | 2005年10月11日 | FOMA900i以降（iアプリ） | チュンソフト | ドワンゴ               | ダウンロード（iチュンソフト）     | -              | -        | -                |
| 4  | 街 〜運命の交差点〜 特別篇                                         | 2006年4月27日  | PlayStation Portable    | チュンソフト | セガ                   | UMD                               | ULJM-05111     | -        | 新規シナリオ追加 |
| 5  | 街 〜運命の交差点〜 特別篇 SEGA THE BEST                           | 2007年8月30日  | PlayStation Portable    | チュンソフト | セガ                   | UMD                               | ULJM-05267     | -        | 廉価版           |
| 6  | 街 〜運命の交差点〜 特別篇                                         | 2012年3月27日  | PlayStation Portable    | チュンソフト | スパイク・チュンソフト | ダウンロード（PlayStation Store） | -              | -        | -                |

### PlayStation版
特に表記が無い限り、セガサターン版との比較である。
シルエットモードの追加
『かまいたちの夜』のように人物が影で表示される。実写モードも選択可能である。
シルエットモードでは影になる以外も、一部の演出が簡略化されたり、一部のムービーがカットされて一枚絵になる。なお、『青ムシ抄』のみこのモードでもシルエットにはならず、人物の表示は顔が表示されるアニメ絵のまま。
移動マップの追加
各主人公の現在位置と時間がチャート化され、一目でどこまでプレイしているか分かるようになった。「分岐」「ZAP」のある箇所もアイコンが表示されるので、プレイヤーがどこに「バッドエンドフラグ」「つづく解除のZAP」があるのか把握しやすい。
難易度選択の追加
難易度を「EASY」「NORMAL」「HARD」の3つの中から選択できるようになった（セガサターン版の難易度はHARDにあたる）。その日を初めて開始するときに選択し、一度選んだ難易度は変更できない。
EASYとNORMALの違いは、HARDと比べてバッドエンドに遭遇しにくくなる点である（例えば、EASYの場合、一人のシナリオが進む時、「つづく」までバッドエンドにつかまらずにそのまま話が進むことができる）。ただし、バッドエンドの数が減らされているため、すべてのエンディングを見るにはHARDを選択してプレイする必要がある。
バッドエンド時に出る攻略のヒントの表示も、難易度によって違いがある（HARDは1日目の前半部分のみ。NORMALは1日目のみ。EASYは最後の日までヒントが出る）。
セガサターン版でピンクのしおり以降に解禁された選択肢は、HARD選択時に最初から出現するようになっている。
- EASY

初日のみ、ヒントにザッピングポイントが表示される。
- NORMAL

初日前半のみ、ヒントにザッピングポイントが表示される。
- HARD

初日の一部以外ではヒントの表示がされない。
隠しシナリオのプレイ条件変更
プレイするために特殊な操作が必要だった「花火」が、ピンクのしおりになるだけで見られるように変更された。
一方で「青ムシ抄」はバッドエンド100個以上を集めることが条件となり、実質的に難易度が上がっている。
セーブ方式の変更
セガサターン版ではオートセーブが採用されていたが、PlayStation版はメニュー画面でセーブする方式に変更された。
主人公選択画面の変更
セガサターン版では3×3のマスの中に顔だけ表示されていたが、PlayStation版は全身像から選択する方式に変更された。
真犯人のシルエットが変更（雨宮桂馬シナリオの最後）
より暗いシルエットで表現されている。
文章・設定の一部変更
セガサターン版の青井則生のシナリオでホームレス狩りをする展開があったが、倫理上問題があるということでカップル狩りに変更されたり、性的描写が減少されたりした。その他のシナリオではTIPなどの一部変更が見られる（牛尾、馬部のシナリオ公募の削除など）。
過激映像の修正と削除
市川のシナリオの腕の断面図の画像が修正されていたり、青井のシナリオのパンチラシーンが一瞬しか見られなくなっているなど、暴力や性的なシーンの画像が修正もしくは削除されている。
プリクラの削除
セガサターン版ではピンクのしおりにした場合、一般公募したプリクラを鑑賞、さらに金のしおりにした場合はところどころでプリクラにすげ代わっていた（犬の顔が人間の顔に代わっているなど）が、PlayStation版では全て削除された。また、桂馬シナリオで犯人入力の際に数名のプリクラ公募ユーザーの名前を入力すると、その人物が表示される部分もカットされた。
対応機種にセガサターンが選ばれた理由のひとつに「プリント倶楽部」との連携がある。ゲームにエキストラ参加する一般人を募集するキャンペーンがあり、撮った顔写真を応募する事で出演者を決定するオーディションを当時は計画していた。
音楽の音色
ゲーム機の内蔵音源が違うため。
エンディング映像の変更

### PlayStation Portable版
特に表記が無い限り、PlayStation版との比較である。
シナリオの追加
「サギ山」と「パトリック・ダンディ」の秘蔵シナリオが追加された。
この2本はゲーム形式にはなっておらず、TIP・ZAP・効果音・文字の大きさ、表示速度の変更などの演出も無い。
サウンドプレイヤーの追加
ゲーム本編で流れるBGMが100曲以上聞ける「サウンドプレイヤー機能」の追加。
BGMはそれぞれの人物ごとにカテゴリ分けされている。青井則生は飛沢陽平のカテゴリに、全員共通のBGMと高峰厚士は街のカテゴリに含まれている。
既存作品の楽曲（『フランダースの犬』、『スターダストメモリー』、『ゴジラのテーマ』など）によく似たパロディ楽曲は再生対象から外されている。
セリフの変更
麻薬を扱うセリフや性的なセリフが変更されている（篠田正志のシナリオで、正志が相手を脅迫する際の台詞「ハシシ…って笑うのかと思った」が、「クスリ…って笑うのかと思った」に変更されているなど）。
続編を匂わす文章の削除
シルエットモードの削除

### iアプリ版
特に表記が無い限り、PlayStation版との比較である。
シナリオの削減
「雨宮桂馬」「牛尾政美」「馬場甚太郎」「高峰隆士」「細井美子」「篠田正志」の6人のみのシナリオである。

## 開発
開発の経緯
本作の開発の経緯は、脚本を担当した長坂秀佳が渋谷にある電話ボックスで電話をしていたところ、「早く出ろ」とドアを叩く者がおり、不快感を覚えたという。しかし同時に、「そいつにとっての俺は、電話を占領してるただのオヤジであって、脇役に過ぎないんじゃないか…と思ったんだ。逆に、俺の視点でのそいつは、やけにうるさいヤツだ、と感じるだけの脇役になっている。同じ状況でもそれぞれのドラマがあるんだ」と感じたと語っている。
サウンドノベル第一作である『弟切草』の開発が終盤に差し掛かった頃、上記の体験から渋谷スクランブル交差点で行き来する人々に対し、それぞれが主人公であり脇役でもあるというアイデアを次のゲームの企画として検討していた。
登場人物とザッピング
その後、構想としては100人分程のストーリーを作成。それが全てザッピングするシステムを考案し、実際に形になったのは20本ほどだった。この「主人公100人構想」があったため、100人の主人公をグラフィックで描き分けるのが困難であるとの判断から、役者による実写画像が採用された。
作中の人物である海塚正治郎に関して長坂は「彼は従軍経験があったり、雲を動物にしたり、いろんな行動をとるんだけれど、すべて俺の経験に基づく話なんだ。俺の親父が南京に従軍してたし、雲を動物に変えるというのは、俺自身にそういう不思議な力があるんだよ」と語っており、『街 公式ガイド ZAP'S』の中に海塚を主人公とした小説「雲烟過眼」を上梓している。
長坂の発案を受けた麻野一哉は「『弟切草』の時も思ったけど、長坂さんのアイデアってゲームゲームしていないところが新鮮なんですよ。当時はホントにあんまりゲーム性を考えずに、ザッピングそのものがテレビよりもゲームに適しているのならば、面白いものができるんじゃないかなって思ってましたから。だから、あんまり『ゲームを作ろう』という意識は薄かったですね」と語っている。
舞台と撮影
渋谷が舞台となったのは、渋谷を好んでいた長坂の独断だった。
撮影に関しては、期間は合計で120日、朝7時に渋谷に集合して夜12時まで掛けて行われ、後片付けがあると2時頃まで掛かり、次の日は5時に起きるようなスケジュールで行われていた。

## 続編
作中には次回作への予告や伏線ともとれる内容が多数存在した。しかし、続編の企画は表れては消えるを繰り返しており、結果的に制作には至っていない（制作費を回収できるほどの売り上げがなかったことが主な原因であるという）。中村光一は『ゲームセンターCX』第1シーズンの第8回でのインタビューで、よゐこの有野晋哉から続編についての質問をされた際に製作への意欲を強く示したものの、当時出演した役者が現在では故人や引退した者も多く、再集結が困難なことも続編を作れない要因としてあげていた。
2008年12月にチュンソフトより発売された『428 〜封鎖された渋谷で〜』は『街』で登場した固有名詞がいくつか登場したり、10年前の出来事として本作の内容が語られるなど、両作の世界設定が繋がっていることがほのめかされているが、ストーリーに直接的関係はない。刑事を引退し探偵となった雨宮桂馬がスピンオフ登場する案もあったが、『街』との関連性が強くなりすぎることと、桂馬のキャラクターが『428』の世界観と合わないとの理由で没になっている。なお、『428』の総監督であるイシイジロウは『街』においてもPlayStation Portable移植版である『街 〜運命の交差点〜 特別篇』において監修という形にて参加している。

### 幻となった企画
セガサターン版には小冊子「チュンソフトニュース」が付属しており、以下の募集があった。
- 『街』シナリオライター募集
- 『街2』（仮称）登場人物募集

セガサターン版発売直後に出版された『「街」 公式ガイド ZAP'S』では、新シナリオを一般公募する企画が掲載されていた。『かまいたちの夜』でも同様の企画が展開され、応募されたシナリオで『あなただけのかまいたちの夜』が出版されている。本企画も相当数の応募があったようだが、『街』の販売本数が伸びなかったこともあり、チュンソフトのホームページで一部の作品が公開されたのみにとどまった。その後、PlayStation版が発売された際には『「街」 公式ガイド ZAP'S 増補版』が出版されたが、公募企画は掲載されていない。
制作予定だった『街2』のシナリオの第一稿はいくつか存在しており、その中でも完成に近かった2本がPSP版に追加シナリオとして収録されている。

## スタッフ

### オリジナル版
- 製作：中村光一
- 原作・脚本・監修：長坂秀佳
- 脚本：山﨑修、岩片烈、平松正樹
- プロデューサー：小久保利己
- 音楽プロデューサー：難波弘之
- 撮影スタッフ
  - 制作プロデューサー：上田利夫、田中彰
  - スチール：大野博史、笹田和俊、工藤勝彦
  - 照明：田村文彦、市川徳充、木村国博
  - 美術：澤路和範
  - 監督補：蝶野博
  - 制作担当：菖蒲昌弘
  - 助監督：中村隆彦、清水利晃、近藤俊明
  - 制作主任：岩下真司、日比崇裕、益岡正志
  - 装飾：秋田谷亜矢子
  - 衣装：宮田弘子
  - メイク：清水ちえこ、長井桂子、塚越裕美
  - 小道具：山内栄子、山内康裕、杉本れいら
  - VTR撮影：北信康
  - VTR・VE：香山達也
  - 監督助手：谷口昌史、細川光信、本多繁勝
  - 衣装助手：斉藤真喜子、松井郁子
  - 制作進行：井上順、浅井洋一、松田和大
  - 制作デスク：矢吹祐子
  - キャスティング：オフィス・N、アンフィニー
  - 演出：鳥島和也、柏本俊平、鈴木達郎
- 開発スタッフ
  - メインプログラム：板野英史
  - プログラム：大森田不可止、川田勝美、福澤正
  - 実写グラフィック：
    - TOMCAT SYSTEM INC.
      - 冨樫正樹、青柳利実、佐々木真治、落合信也

  - アニメグラフィック：
    - 株式会社ビジョンユニバース
      - 中川祐子、小泉冬彦

  - 音楽：加藤恒太、三俣千代子、林秀幸、森藤晶司、板倉真一
  - サウンド：佐藤剛（T's music）
  - 音効：金丸孝彦（音塾）、坂井享太良（音ランドSAKAI）、石井梅夫（サウンドフリーク）、吉田茂（サウンドプロ）
  - サンプリング：T's music、BEAT MANIAC
  - アシスタント：藤井雅子
  - 脚本協力：横山至、今井恭子
  - スペシャルサンクス：
    - SEGA
      - 入交昭一郎、前田雅尚、菅野広和、鵜木健栄、佐野浩章、相川泰一

  - 監督：山﨑修、平松正樹、近藤英明、毛利昌樹、落合信也
  - 総監督：麻野一哉

### PlayStation版
- 製作総指揮：中村光一
- 原作・脚本・監修：長坂秀佳
- 脚本：山﨑修、岩片烈、平松正樹
- プロデューサー：小久保利己
- 音楽プロデューサー：難波弘之
- 撮影スタッフ
  - 制作プロデューサー：上田利夫、田中彰
  - スチール：大野博史、笹田和俊、工藤勝彦
  - 照明：田村文彦、市川徳充、木村国博
  - 美術：澤路和範
  - 監督補：蝶野博
  - 制作担当：菖蒲昌弘
  - 助監督：中村隆彦、清水利晃、近藤俊明
  - 制作主任：岩下真司、日比崇裕、益岡正志
  - 装飾：秋田谷亜矢子
  - 衣装：宮田弘子
  - メイク：清水ちえこ、長井桂子、塚越裕美
  - 小道具：山内栄子、山内康裕、杉本れいら
  - VTR撮影：北信康
  - VTR・VE：香山達也
  - 監督助手：谷口昌史、細川光信、本多繁勝
  - 衣装助手：斉藤真喜子、松井郁子
  - 制作進行：井上順、浅井洋一、松田和大
  - 制作デスク：矢吹祐子
  - キャスティング：オフィス・N、アンフィニー
  - 演出：鳥島和也、柏本俊平、鈴木達郎
- 開発スタッフ
  - メインプログラム：中島実、板野英史
  - プログラム：高橋和典、石田義昭、阿部敏昭
  - プログラム制作管理：大和宏美（株式会社サン・テック）
  - 実写グラフィック：
    - TOMCAT SYSTEM INC.
      - 冨樫正樹、青柳利実、佐々木真治、落合信也

  - アニメグラフィック：
    - 株式会社ビジョンユニバース
      - 中川祐子、小泉冬彦

  - シルエットモード：
    - 落合信也、吉田佳代、常盤明彦、松本剛、小谷野柾魚
    - 高橋敦、小林貴子、森万紀、堀内ルミ子、児玉優介
    - 佐下橋香津裕、町田千恵、河村夕香理、石井裕子、水内智美
    - 河野光二（株式会社ネクセス）、市川元信、及川信正、岡野聡司、大平兼代、佐野宏嗣

  - 音楽：加藤恒太、三俣千代子、林秀幸、森藤晶司、板倉真一
  - サウンド：佐藤剛（T's music）、角岡義行（T's music）
  - 音効：金丸孝彦（音塾）、坂井享太良（音ランドSAKAI）、石井梅夫（サウンドフリーク）、吉田茂（サウンドプロ）
  - サンプリング：T's music、BEAT MANIAC
  - アシスタント：藤井雅子、坂本理
  - 脚本協力：横山至、今井恭子
  - 監督：山﨑修、平松正樹、近藤英明、毛利昌樹、落合信也
  - 検査：曽根康征、石神宏紀
  - 製作補佐：中西一彦、西畑幸雄
  - 宣伝・広報：
    - 有限会社ピース
      - 山本啓介、清水妙子

  - 構成：毛利昌樹
  - 製作：大森田不可止
  - 総監督：麻野一哉

## 評価

### 雑誌媒体の評価

#### セガサターン版
- ゲーム誌『ファミ通』の「クロスレビュー」では9・8・8・9の合計34点（満40点）でゴールド殿堂入りを獲得[21]、レビュアーからはシナリオのセンスに関して「オジサンがムリしているような感覚」があるとの指摘や、文章に関して「調子に乗りすぎな文章が、チト気になる」との指摘があった他、ゲームシステムに関して「主人公の切り替えで話を見失いがちになる」との指摘や「主人公の多さと、ザッピングシステムのせいか、難しめだし根気も必要」と難易度の高さに対する指摘もあったが、ゲームシステムに関してはパズル的な面白さがあると肯定的に評価された他、グラフィックに関しては「取り込み画像が超美麗」、コストパフォーマンス面では「ボリュームも大で、長く遊べる」と肯定的に評価され、さらにシナリオに関しては「話が興味深く奇っ怪でおもしろい。先が読みたくて夢中になる」、「よくもここまで複雑なシナリオを構成したもんだと感服」と絶賛された[26]。
- 『SATURN FAN』の読者投票による「ゲーム通信簿」での評価は以下の通りとなっており、22.9点（満30点）となっている[23]。

| 項目 | キャラクタ | 音楽 | お買い得度 | 操作性 | 熱中度 | オリジナリティ | 総合 |
| 得点 | 3.7        | 3.7  | 3.8        | 3.5    | 4.0    | 4.2            | 22.9 |

- ゲーム情報サイト「電撃オンライン」では総評として、実写画像だが静止画のため役者は通常より大げさな演技が必要であったと推測した上で、「見事に振り切って演じている」、「ムービー部分も全力疾走や池へのダイブなど、熱が入っています」と肯定的に評価、ザッピングシステムに関しては他のキャラクターの行動を調整して先に進めた時の快感や、各場面ごとにシリアスからコミカルまで全く異なるシチュエーションに変化することで、「喜怒哀楽すべての感情が揺さぶられて、気がつけばゲーム内の渋谷に引き込まれている」、「謎解き、選択肢のチョイスもほどよい手応えがあり、しっかり頭を使います」と物語の魅力やパズル的要素に関して肯定的に評価している[24]。同サイトにてライターのカワチは「人生においては誰もが主役であり誰もが脇役。本作はそんなことを思わせてくれる」とドラマ性に関して高く評価した他、本作が偶然の連鎖で進行していくことに対して最後の演出のみ必然であることなどを取り上げ「その粋な演出に涙させられ、このゲームが一生忘れられない1本になった」と絶賛した[24]。同じくライターのkbjは「“ZAP”で物語を進めていくこれまでにないシステムが画期的」と本作のゲームシステムを高く評価した[24]。
- ゲーム情報サイト「4Gamer.net」にてライターの御簾納直彦は、本作の魅力はシナリオが多種多様であることだと指摘し、シナリオの完成度が高い上にザッピングや選択肢などのゲーム独自の手法によって「唯一無二の作品にまとめ上げられている」と称賛した[25]。また、ネガティブであった実写ゲームのイメージを変化させたことに本作が大きく貢献していると指摘し、「実写だからこそ、実際の役者が出演しているからこそ、ここまで多くの人に支持されていると感じる」と実写による表現と演出面に関して高く評価している[25]。
- ゲーム情報サイト「GAME Watch」にてライターの稲元徹也は、本作の特色であるマルチフラグメントによるバッドエンドに関して「ちゃんと専用のシーンが作られていて展開も面白く、ゲームを進めていくうちにそれを見ること自体が楽しくなってくる」と肯定的に評価、ザッピングシステムに関しては読んでいる最中に強制中断されることから当時ユーザーからの評判が良くなかったと指摘しているが、「マルチフラグメントとはまた違う特徴的なシステムであり、選択肢選びとは一味違う感触を味わえたことから、個人的には評価している」と肯定的に評価した[18]。また、8人の主人公のシナリオが全く異なるテイストで描かれていながら、長坂秀佳による監修の元で1つの世界観にまとめられていることを指摘し「それぞれがまったく違う内容でも全体的に統一感があり、読み物としての完成度を高めている」とシナリオに関して肯定的に評価した[18]。さらに、シナリオによってサブキャラクターの個性が変化する演出に関して、「主人公が複数いるからこそ可能とした演出で、人間の多面性を巧みに描き、キャラクターに奥行きを出している」と演出面を高く評価した[18]。

#### PlayStation版
- ゲーム誌『ファミ通』の「クロスレビュー」では8・9・8・8の合計33点（満40点）でゴールド殿堂入りを獲得[22]、レビュアーからはシナリオのセンスに関して「のれない人はやはりしらけると思う」との指摘があったが、難易度に関しては難易度設定が出来たことが高く評価され、「かなり敷居を低くしたリメイク」と肯定的に評価された。ゲームシステムに関しては「複数のキャラの複雑な関係をまとめ上げた構成力に関心」、「各シナリオの絡みやバッドエンドのディテールなど、じつに丁寧に作られている」、「たくさんのシナリオを破綻なく紡ぎあげたシステムが秀逸」、「文字と音を巧みに使った秀逸な演出の数々。絶妙にいい感じ」と絶賛する意見が多く挙げられた一方、新搭載のシルエットモードに関しては「想像力をかき立てるシルエットモードは、うれしい配慮」と肯定的な意見も見られたが「個人的にはシルエットモードより実写モードを支持」、「役者の演技もすばらしいので、シルエットにしちゃうのはもったいないし、再プレーする魅力には欠ける」と賛否両論となった[27]。
- ゲーム情報サイト「電撃オンライン」では難易度選択に関して「サウンドノベルを遊び慣れていない人が挑戦するにはもってこい」と高く評価した他、移動マップの追加に関して「現在位置と時間がわかりやすく図式化されたので、エンディングまで進めやすくなりました」と肯定的に評価した[24]。
- ゲーム情報サイト「4Gamer.net」にてライターの御簾納直彦は、難易度選択に関して「（EASYでは）バッドエンドが少なくストーリーを進めやすい」と肯定的に評価、さらに移動マップの追加に関して「ストーリーを大幅に進めやすくなったのは、PS版の大きな利点」と高く評価した[25]。
- ゲーム情報サイト「GAME Watch」にてライターの稲元徹也は、総評として「ゲームをより遊びやすく調整した移植版」と肯定的な評価をしているが、シルエットモードに関しては「出演者の演技も含めて本作のファンになった筆者のようなプレーヤーにとっては、そのすべてが否定されたようで、決して印象のいいものではなかった」と否定的に評価している[18]。

#### PlayStation Portable版
- ゲーム情報サイト「GAME Watch」にてライターの稲元徹也は、携帯機のためロケ地巡礼に役立つ点や追加シナリオに関して「世に出ないはずのものが約8年越しに日の目を見たことは高く評価したい」と肯定的に評価した[18]。

### 受賞
- 第3回CESA大賞 - シナリオ部門賞受賞[4]
- 「週刊ファミ通 通巻900号記念企画 読者が選ぶ心のベストゲーム100」（週刊ファミ通2006年3月17日号） - 5位
- 「週刊ファミ通 通巻1000号記念特集 読者が選ぶ未来に伝えたいゲーム大発表!」（週刊ファミ通2008年2月15日増刊号） - 38位
- 「週刊ファミ通 ゲームジャンル別総選挙 第5回 アドベンチャーゲーム総選挙」（週刊ファミ通2017年6月22日号） - 5位[6]

## 書籍
- 『「街」公式ガイド ZAP'S』 ISBN 4-924978-08-6
- 『「街」スペシャルガイド サウンドノベルシナリオ入門』 ISBN 4-889915-80-X
- 『「街」公式ガイド ZAP'S 増補版』 ISBN 4-924978-10-8
- 『「街 〜運命の交差点〜」スペシャルガイド サウンドノベルシナリオ入門』 ISBN 4-889918-52-3
- 『長坂秀佳 術（NAGASAKA SHUKEI JUTSU）』 ISBN 4-88641-983-6
  - 『街』の原作者、長坂秀佳の自伝エッセイ。

## サウンドトラック
『街 オリジナル サウンド トラック』は、ゲームソフト発売日の前日である1998年1月21日にリリースされた。
一部を除き、ゲーム中のBGMをほぼ全て収録。ゲーム中に使用された音源をそのままの曲と、MIDIアレンジによる曲がそれぞれ収録されている。全58曲。
2枚組となっており、スペシャルドラマ「ピンクなCD：青ムシSHOW」を収録した8センチCDがボーナスCDとして付属している。

### 収録曲
| #         | タイトル                            | 作詞      | 作曲       | 編曲       | 時間 |
| --------- | ----------------------------------- | --------- | ---------- | ---------- | ---- |
| 1.        | 「オタク刑事、走る!」               |           | 加藤恒太   | 加藤恒太   | 2:18 |
| 2.        | 「油断」                            |           | 加藤恒太   | 加藤恒太   | 2:02 |
| 3.        | 「WOLFIRE 3」                       |           | 加藤恒太   | 加藤恒太   | 2:45 |
| 4.        | 「哀愁」                            |           | 加藤恒太   | 加藤恒太   | 2:50 |
| 5.        | 「慟哭」                            |           | 加藤恒太   | 加藤恒太   | 1:57 |
| 6.        | 「シルベール」                      |           | 板倉真一   | 板倉真一   | 1:58 |
| 7.        | 「Panic Dance」                     |           | 加藤恒太   | 加藤恒太   | 2:49 |
| 8.        | 「ロケ隊出撃!」                     |           | 藤森晶司   | 藤森晶司   | 2:41 |
| 9.        | 「ひだまり」                        |           | 難波弘之   | 難波弘之   | 2:10 |
| 10.       | 「The wrong men」                   |           | 藤森晶司   | 藤森晶司   | 1:45 |
| 11.       | 「刑事魂」                          |           | 林秀幸     | 林秀幸     | 1:56 |
| 12.       | 「野良犬」                          |           | 板倉真一   | 板倉真一   | 1:10 |
| 13.       | 「タイム・リミット」                |           | 藤森晶司   | 藤森晶司   | 1:29 |
| 14.       | 「おてんばサンバ」                  |           | 藤森晶司   | 藤森晶司   | 2:01 |
| 15.       | 「不安だわ……」                      |           | 難波弘之   | 難波弘之   | 1:05 |
| 16.       | 「仁義なき渋谷番外地」              |           | 林秀幸     | 林秀幸     | 1:52 |
| 17.       | 「ティー・ブレイク」                |           | 難波弘之   | 難波弘之   | 1:05 |
| 18.       | 「悪の目覚め」                      |           | 三俣千代子 | 三俣千代子 | 3:13 |
| 19.       | 「脅迫の極意」                      |           | 三俣千代子 | 三俣千代子 | 1:12 |
| 20.       | 「氷の美女」                        |           | 三俣千代子 | 三俣千代子 | 2:20 |
| 21.       | 「儀式」                            |           | 三俣千代子 | 三俣千代子 | 1:44 |
| 22.       | 「WHISTLE」                         |           | 三俣千代子 | 三俣千代子 | 1:49 |
| 23.       | 「郷愁」                            |           | 三俣千代子 | 三俣千代子 | 1:57 |
| 24.       | 「武者震い」                        |           | 三俣千代子 | 三俣千代子 | 1:46 |
| 25.       | 「昼下がりの庭園」                  |           | 難波弘之   | 難波弘之   | 2:07 |
| 26.       | 「讃美歌」                          |           | 加藤恒太   | 加藤恒太   | 2:32 |
| 27.       | 「出会いと別れ」                    |           | 藤森晶司   | 藤森晶司   | 3:02 |
| 28.       | 「昌子 〜無駄にあがくヴィーナス〜」 |           | 加藤恒太   | 加藤恒太   | 3:16 |
| 29.       | 「B・O・D・Y」                      |           | 加藤恒太   | 加藤恒太   | 3:09 |
| 合計時間: | 合計時間:                           | 合計時間: | 合計時間:  | 61:56      |      |

| #         | タイトル                     | 作詞      | 作曲       | 編曲       | 時間 |
| --------- | ---------------------------- | --------- | ---------- | ---------- | ---- |
| 1.        | 「やせるおもい」             |           | 難波弘之   | 難波弘之   | 2:27 |
| 2.        | 「ピンチ!ピンチ!!ピンチ!!!」 |           | 板倉真一   | 板倉真一   | 1:12 |
| 3.        | 「ああ無情……」               |           | 藤森晶司   | 藤森晶司   | 1:35 |
| 4.        | 「しあわせはどこに」         |           | 難波弘之   | 難波弘之   | 2:37 |
| 5.        | 「さわやかな風、かおる」     |           | 藤森晶司   | 藤森晶司   | 2:07 |
| 6.        | 「エステ・デ・エリザベス」   |           | 難波弘之   | 難波弘之   | 2:31 |
| 7.        | 「美子狂想曲」               |           | 藤森晶司   | 藤森晶司   | 1:51 |
| 8.        | 「たたかえ!美子!!」          |           | 板倉真一   | 板倉真一   | 1:36 |
| 9.        | 「ハッピー・マンデー」       |           | 林秀幸     | 林秀幸     | 1:14 |
| 10.       | 「愛を夢みて」               |           | 難波弘之   | 難波弘之   | 2:24 |
| 11.       | 「美子ロボ!GO!!」            |           | 林秀幸     | 林秀幸     | 2:03 |
| 12.       | 「MOVE ON TO THE CITY」      |           | 板倉真一   | 板倉真一   | 1:51 |
| 13.       | 「遥かなる故郷へ」           |           | 加藤恒太   | 加藤恒太   | 2:09 |
| 14.       | 「血の記憶」                 |           | 加藤恒太   | 加藤恒太   | 1:30 |
| 15.       | 「これが男のいばら道」       |           | 板倉真一   | 板倉真一   | 2:04 |
| 16.       | 「Moonstone」                |           | 藤森晶司   | 藤森晶司   | 1:52 |
| 17.       | 「Cheap Thrill」             |           | 難波弘之   | 難波弘之   | 1:16 |
| 18.       | 「もあい 〜彷徨の果てに〜」  |           | 加藤恒太   | 加藤恒太   | 3:41 |
| 19.       | 「Maze of Nightmare」        |           | 林秀幸     | 林秀幸     | 2:26 |
| 20.       | 「街へ出ようよ」             |           | 三俣千代子 | 三俣千代子 | 1:19 |
| 21.       | 「優しい風」                 |           | 三俣千代子 | 三俣千代子 | 3:30 |
| 22.       | 「どっちをとるの!?」         |           | 三俣千代子 | 三俣千代子 | 1:18 |
| 23.       | 「きっとハッピーエンド」     |           | 三俣千代子 | 三俣千代子 | 1:14 |
| 24.       | 「二人だけの秘密」           |           | 三俣千代子 | 三俣千代子 | 1:45 |
| 25.       | 「Over Night」               |           | 藤森晶司   | 藤森晶司   | 1:36 |
| 26.       | 「マイ・ベイビー」           |           | 三俣千代子 | 三俣千代子 | 3:10 |
| 27.       | 「私達の愛」                 |           | 三俣千代子 | 三俣千代子 | 3:13 |
| 28.       | 「The West」                 |           | 難波弘之   | 難波弘之   | 1:58 |
| 29.       | 「遠く、儚く、愛しいもの」   |           | 加藤恒太   | 加藤恒太   | 4:18 |
| 合計時間: | 合計時間:                    | 合計時間: | 合計時間:  | 61:46      |      |

### ボーナスCD

#### キャスト
- セーラードールズ1号 - 奥島知美
- セーラードールズ2号 - 幸田夏穂
- セーラードールズ3号 - 増田ゆき
- セーラードールズ4号 - 浅川悠
- セーラードールズ5号 - 増田ゆき
- 青ムシ - 斉藤周
- お姉さん - 雪絵れな
- ブルマクィーン - 幸田夏穂
- 飛沢 - 加瀬康之
- 雨宮 - 高瀬右光
- 麻生 - 増田ゆき

#### スタッフ
- プロデューサー、ディレクター - 遠藤智博
- ミキシング・エンジニア - 市川修
- アシスタント・エンジニア - 阿部智佳子
- レコーディング&ミキシング・スタジオ - タバック
- シナリオ - 平松正樹、野口みずほ
- バックグラウンドミュージック - 加藤恒太、飯塚博
- サウンド・エフェクト - 柴田浩明
- アーティスト・マネジメント - 長谷川たか子
- エンディング曲「無敵美少女セーラードールズ」
  - 作詞：平松正樹、作曲：加藤恒太、編曲：飯塚博、歌：浅川悠

## ラジオドラマ
文化放送・ラジオ大阪のラジオ番組『佐竹・林原の無法塾』内で本作のラジオドラマ「第Qの男 〜QはquestionのQ〜」が放送された。全12話。のちに全3巻のドラマCDとして発売されている。本編では脇役であった小糸亜弓やパトリック・ダンディが主役となっているほか、ゲームでの主人公達も登場するが、ストーリーや設定が若干異なる。

### ストーリー
高校教師の小糸亜弓を突如口説いてきた"自称"米軍パイロットのパトリック・ダンディ。姿も言動もうそ臭く、しつこく迫るダンディを最初は疎ましく感じる亜弓だったが、だんだんダンディに惹かれていき、彼の言葉に踊らされていく。亜弓とダンディの恋の行方は?

### 声の出演
- パトリック・ダンディ：真名古敬二
- 小糸亜弓：平松晶子
- 女子高生3人組（マチーズ）
  - A子：藤巻恵理子
  - B子：西田裕美
  - C子：岡本奈美
- ウェイトレス：藤巻恵理子
- レジ係（女性）：西田裕美
- 店長（男性）：中井和哉
- 雨宮桂馬：小野坂昌也
- 麻生しおり：池澤春菜
- 飛沢陽平：中井和哉
- 青ムシ（青井則生）：野島健児
- ヤセダ（谷瀬田小悟郎）：風間信彦
- デューク浜地：岸野幸正
- 香月ミカレ：萩森侚子
- 篠田正志：高戸靖広
- 日曜日：富沢美智恵
- オバサマたち
- 運転手：高戸靖広
- 市川文靖：八奈見乗児
- カバ沢猛：井上隆之
- 細井美子：佐藤智恵
- 秋山薫：鈴木砂織
- ギャルソン：西田裕美
- 町田アイ子：永島由子
- 牛尾政美：増谷康紀
- 馬部甚太郎：増谷康紀
- 鯨井：松野太紀
- サギ山：新田三士郎
- 狐島三次：高戸靖広
- 消防士1：戸北宗寛
- 消防士2：松野太紀
- 高峰隆士：高木渉
- オカマ男：戸北宗寛
- 老婆：岡本奈美
- 花屋：西田裕美